# Fiano (Nocera Inferiore)
Fiano è una località rurale di Nocera Inferiore. È parte del quartiere Cicalesi - Merichi.

## Geografia
La zona, oltre alla località Torricelle, comprende le masserie  di Caiano, Fiano (dalla quale prende il nome), Pigliuocco e Padula, rappresenta una vasta area rurale a Nord di Nocera, ai confini con la città di Sarno. L'area, divisa in carrare, si sviluppa ai piedi dei colli Picentini e fa parte del parco regionale Bacino Idrografico del fiume Sarno ove sorge il rio Santa Marina (un affluente del fiume Sarno) ed è nota per la sua tufara.
Tramite il Passo dell'Orco confina anche con la località di Codola.

## Storia
L'area di Fiano era praticata già in tempi antichi per gli enormi giacimenti di Tufo grigio e presenti in quest'area. Il tufo grigio nocerino ha rappresentato il maggior materiale da costruzione in tutta l'area.
Le numerose cave di pietra hanno favorito lo sviluppo delle potenti famiglie di Nuceria e successivamente anche della città longobarda di Sarno, le quali sfruttavano l'antico Passo dell'Orco, il quale dava sulla via Popilia. 
Nel medioevo era parte della contrada de la Padula (o Palude). 
Nei secoli, si è sviluppata anche una vasta area rurale, favorita dalla fertilità della terra. Nel medioevo sorgeva lungo le sponde di un rivo nella zona, la chiesetta di Santa Marina, che diede il nome allo stesso corso d'acqua.
Nel 1789 le clarisse del Monastero di Sant'Anna eressero qui una chiesa dedicata al culto della santa. Nel XIX secolo, Arcangelo Scacchi scoprì e classificò presso la tufara un minerale denominato Nocerite.

## Chiesa di Sant'Anna

La chiesa

Il 7 marzo 1789, suor Maria Clementina Sellitto, priora del monastero domenicano di Sant'Anna inviò una supplica al re di Napoli, per ottenere il permesso di erigere una cappella in una masseria di Fiano, già di proprietà del convento. Il luogo di culto doveva permettere ai coloni che vi abitavano di ascoltare la messa. La chiesa fu inaugurata solennemente il 13 maggio 1792.
La Chiesa è stata più volte rimaneggiata ed è il centro religioso della vasta località.

## Sport
Di rilievo è la Polisportiva Agrese, che sorge, con un ampio centro sportivo, in quest'area. La società è molto nota a livello giovanile , avendo lanciato nel panorama calcistico nazionale calciatori come Gaetano Masucci e Gennaro Troianiello.